# نور ستارگان (ترانه)
«نور ستارگان» (به انگلیسی: Starlight) ترانه‌ای از گروه آلترنتیو راک بریتانیایی میوز است که در ۴ سپتامبر ۲۰۰۶ در انگلستان و دومین ترانه از آلبوم منتشر گردید. این ترانه به موقعیت ۱۳ در جدول تک‌آهنگ‌های بریتانیا دست یافت.و به رتبه دو در چارت ترانه‌های آلترنتیو در آمریکا نیز رسید.